# Paulinho (calciatore 1997)
Paulo Lucas Santos de Paula, meglio noto come Paulinho (Rio de Janeiro, 8 gennaio 1997), è un calciatore brasiliano, centrocampista del Vasco da Gama.

## Carriera
Ha giocato nella prima divisione portoghese ed in quella saudita.